# Ueckermannseius neohavu
Ueckermannseius neohavu är en spindeldjursart som beskrevs av Moraes, Zannou och Oliveira 2006. Ueckermannseius neohavu ingår i släktet Ueckermannseius och familjen Phytoseiidae. Inga underarter finns listade i Catalogue of Life.